# ジョエル・マクヘイル
ジョエル・マクヘイル（Joel McHale 1971年11月20日 - ）は、アメリカ合衆国の俳優、コメディアン、作家、声優、プロデューサー。身長193センチメートル。

## 経歴

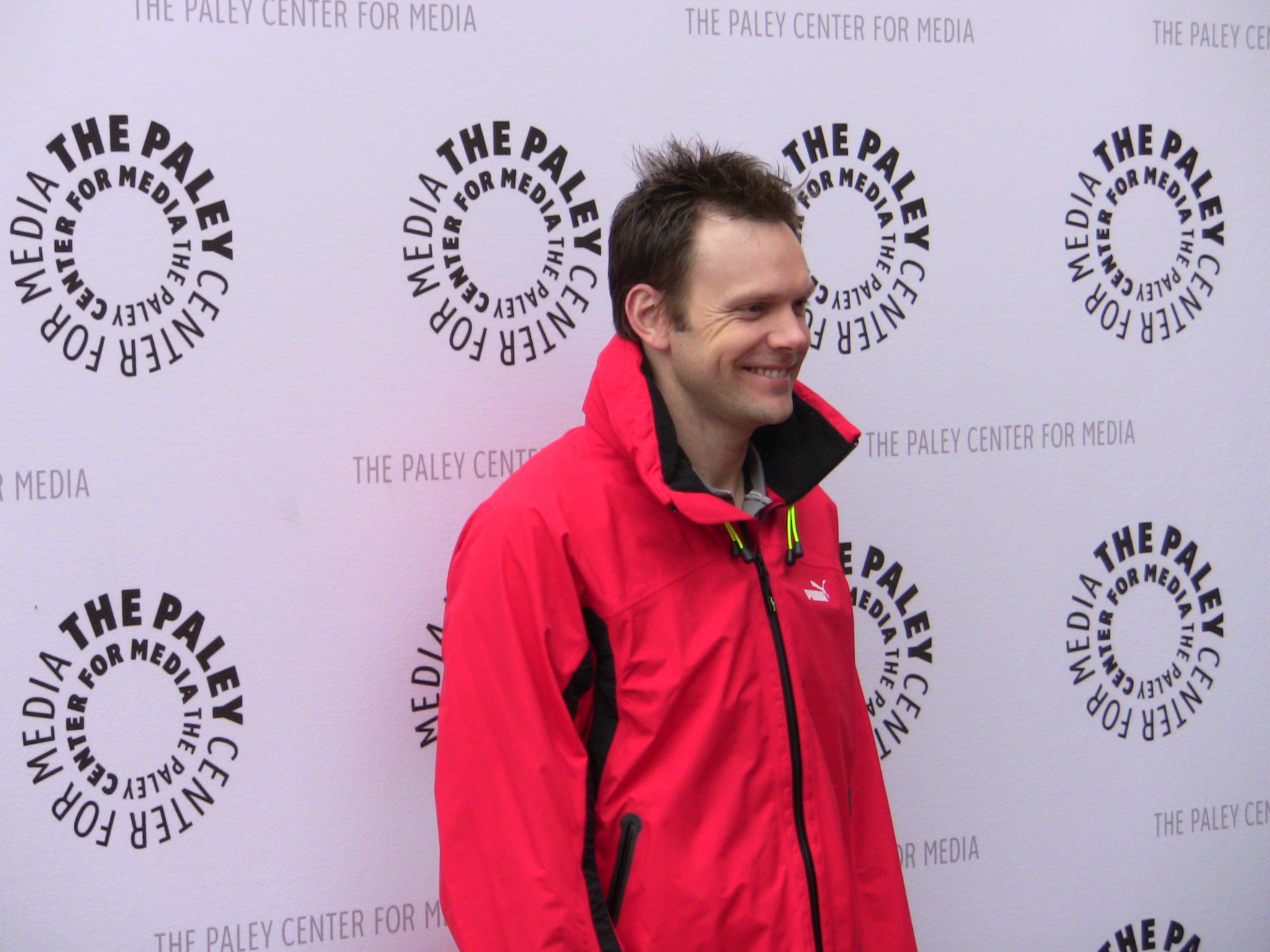
2009年6月

1971年11月20日に、イタリアのローマで大学教授をしているアメリカ・シカゴ出身のジャック・マクヘイルと、カナダ・バンクーバー出身のローリー・マクヘイルとの間に、3人兄弟の次男として生まれる。生まれはイタリアのローマだが、育ちはアメリカのシアトルである。1995年に、ワシントン大学の歴史の学士号を取得している。
2009年には、スティーヴン・ソダーバーグ監督の喜劇風スリラー『インフォーマント!』でマット・デイモンと共演した。2011年には、大人気シリーズの4作目『スパイキッズ4D:ワールドタイム・ミッション』に主人公の父親役で出演した。2011年には、インディペンデント・スピリット賞の司会を務めた。近年では、セス・マクファーレン監督・マーク・ウォールバーグ主演の『テッド』に出演した。
現在NBCのヒット・コメディー・シリーズ『コミ・カレ!!』（原題：COMMUNITY）に主演しており、人気を博している。

### 私生活
1996年に、サラ・ウィリアムズと結婚している。2人の間には、息子が2人いる。
現在はハリウッド・ヒルズ在住である。

## フィルモグラフィー

### 映画
| 年   | 題名                                                                            | 役名                   | 備考           |
| ---- | ------------------------------------------------------------------------------- | ---------------------- | -------------- |
| 2004 | スパイダーマン2 Spider-Man 2                                                    | ミスター・ジャックス   | カメオ出演     |
| 2005 | ロード・オブ・ドッグタウン Lords of Dogtown                                     | TVレポーター           |                |
| 2006 | パラダイス・ロスト Mini's First Time                                            | 司会                   |                |
| 2008 | オープン・シーズン2 ペット vs 野生のどうぶつたち Open Season 2                  | エリオット             | 声の出演       |
| 2008 | 鉄板ニュース伝説 The Onion Movie                                                | 会社員                 | クレジットなし |
| 2009 | インフォーマント! The Informant!                                                | ロバート・ハーンドン   |                |
| 2011 | 運命の元カレ What's Your Number?                                                | ロジャー               |                |
| 2011 | スパイキッズ4D:ワールドタイム・ミッション Spy Kids 4: All the Time in the World | ウィルバー・ウィルソン |                |
| 2011 | ビッグ・ボーイズ しあわせの鳥を探して The Big Year                              | バリー・ルーミズ       |                |
| 2012 | テッド Ted                                                                      | レックス               |                |
| 2014 | NY心霊捜査官 Deliver Us from Evil                                               | バトラー               |                |
| 2014 | 子連れじゃダメかしら? Blended                                                   | マーク                 |                |
| 2018 | アサシネーション・ネーション Assassination Nation                               | ニック・マザーズ       |                |
| 2020 | BECKY ベッキー Becky                                                            | ジェフ                 |                |
| 2021 | クイーンピンズ Queenpins                                                        | リック・カミンスキー   |                |
| 2026 | Scream 7                                                                        | マーク・エヴァンス     |                |

### テレビ
| 年     | 題名                                                                  | 役名                 | 備考                              |
| ------ | --------------------------------------------------------------------- | -------------------- | --------------------------------- |
| 2000   | Dr.マーク・スローン Diagnosis: Murder                                 | リチャード           | 計1話出演                         |
| 2000   | 新・逃亡者 The Fugitive                                               | カーティス           | 計1話出演                         |
| 2001   | ふたりは友達? ウィル&グレイス Will & Grace                            | イアン               | 計1話出演                         |
| 2005   | CSI:マイアミ CSI: Miami                                               | グレッグ・ウェルチ   | 計1話出演                         |
| 2007   | プッシング・デイジー 恋するパイメーカー Pushing Daisies               | ハロルド・ハンディン | 計1話出演                         |
| 2009 - | コミ・カレ!! Community                                                | ジェフ・ウィンガー   | メインキャスト                    |
| 2011   | 第26回インディペンデント・スピリット賞 26th Independent Spirit Awards | 本人                 | 司会                              |
| 2011   | フィニアスとファーブ Phineas and Ferb                                 | ノーム・ヘッド       | 声の出演 1エピソード              |
| 2011   | サンズ・オブ・アナーキー Sons of Anarchy                              | ウォレン             | 2エピソード                       |
| 2016   | X-ファイル The X-Files                                                | タッド・オマリー     | 2エピソード                       |
| 2018   | ジョエル・マクヘイル・ショー Joel McHale Show                         | 本人                 | Netflixトークショー、13エピソード |
| 2022   | 一流シェフのファミリーレストラン The Bear                             | カーミーの元上司     | ゲスト                            |